# Martin Chromiak
Martin Chromiak (* 20. srpna 2002) je profesionální slovenský hokejový útočník, který momentálně působí ve farmářském klubu Ontario Reign v American Hockey League (AHL).

## Hráčská kariéra
S hokejem začínal v klubu MHK Dubnica nad Váhom. Ve čtrnácti letech přestoupil do klubu HK Dukla Trenčín. V roce 2020 byl v pátém kole draftován z celkového 128. místa klubem Los Angeles Kings. V září 2021 podepsal s klubem vstupní tříletou nováčkovskou smlouvu. Od stejného roku hraje ve farmářském klubu Ontario Reign v AHL.

## Statistiky

### Klubové statistiky
| Sezóna      | Klub                | Soutěž      |     | Základní část | Základní část | Základní část | Základní část | Základní část |   | Play off | Play off | Play off | Play off | Play off |
| Sezóna      | Klub                | Soutěž      | Z   | G             | A             | B             | TM            | Z             | G | A        | B        | TM       |          |          |
| 2018/19     | HK Dukla Trenčín    | SVK20       | 39  | 22            | 24            | 46            | 19            | 15            | 9 | 8        | 17       | 4        |          |          |
| 2018/19     | HK Dukla Trenčín    | SHL         | 2   | 0             | 1             | 1             | 0             | —             | — | —        | —        | —        |          |          |
| 2019/20     | HK Dukla Trenčín    | SHL         | 32  | 5             | 1             | 6             | 12            | —             | — | —        | —        | —        |          |          |
| 2019/20     | Kingston Frontenacs | OHL         | 28  | 11            | 22            | 33            | 2             | —             | — | —        | —        | —        |          |          |
| 2020/21     | HK Dukla Trenčín    | SHL         | 32  | 7             | 12            | 19            | 0             | —             | — | —        | —        |          |          |          |
| 2020/21     | Ontario Reign       | AHL         | 2   | 0             | 0             | 0             | 0             | —             | — | —        | —        | —        |          |          |
| 2021/22     | Kingston Frontenacs | OHL         | 60  | 44            | 42            | 86            | 8             | 11            | 7 | 5        | 12       | 4        |          |          |
| 2022/23     | Ontario Reign       | AHL         | 55  | 15            | 13            | 28            | 12            | 2             | 0 | 1        | 1        | 0        |          |          |
| 2023/24     | Ontario Reign       | AHL         | 70  | 15            | 17            | 32            | 38            | 1             | 0 | 0        | 0        | 0        |          |          |
| 2025/25     | Ontario Reign       | AHL         | 69  | 18            | 21            | 39            | 8             | 2             | 1 | 0        | 1        | 0        |          |          |
| AHL celkově | AHL celkově         | AHL celkově | 196 | 48            | 51            | 99            | 58            | 5             | 1 | 1        | 2        | 0        |          |          |
| OHL celkově | OHL celkově         | OHL celkově | 88  | 55            | 64            | 119           | 10            | 11            | 7 | 5        | 12       | 4        |          |          |

### Reprezentační statistiky
| Rok                            | Tým                            | Soutěž                         | Z | G | A | B | TM |
| ------------------------------ | ------------------------------ | ------------------------------ | - | - | - | - | -- |
| 2025                           | Slovensko                      | MS                             | 7 | 1 | 0 | 1 | 0  |
| Seniorská reprezentace celkově | Seniorská reprezentace celkově | Seniorská reprezentace celkově | 7 | 1 | 0 | 1 | 0  |